# 城口冬青
城口冬青（学名：Ilex chengkouensis）是冬青科冬青属的植物，是中国的特有植物。分布于中国大陆的四川等地，生长于海拔1,500米至2,100米的地区，多生长在山地林中，目前尚未由人工引种栽培。